# كارل توماس موزارت

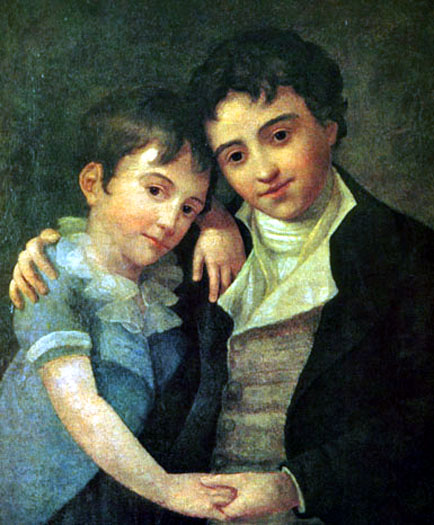
الابنان الباقيان من فولفجانج أماديوس و كونستانز موزارت: فرانز زافير فولفجانج موزارت (يسار) وكارل توماس (يمين) (بقلم هانز هانسن ، فيينا ، 1800

كارل توماس موزارت (21سبتمبر 1784 - 31 أكتوبر 1858) كان الابن الثاني، وابن شقيق وولفغانغ وكونستانز موزارت(Wolfgang and Constanze Mozart) الأكبر، والآخر كان فرانز زافير فولفجانج موزارت (Franz Xaver Wolfgang Mozart).

## حياته
ولد كارل في فيينا. كان تعليمه في براغ تحت فرانز زافير نيميتشيك (Franz Xaver Niemetschek) وفرانتشيك زافير دوشيك (František Xaver Dušek)، وأصبح عازف بيانو موهوب. قبل أن ينهي دراسته، غادر إلى ليفورنو عام 1797 ليبدأ تدريبه المهني مع شركة تجارية.
خطط لفتح متجر للبيانو في السنوات القادمة، لكن المشروع فشل بسبب نقص الأموال. انتقل إلى ميلانو عام 1805 ودرس الموسيقى مع بونيفازيو أسيولي (Bonifazio Asioli)، رغم أنه تخلى عن دراسته عام 1810 ليصبح مسؤولًا في خدمة الإدارة المالية النمساوية وقسم المحاسبة الحكومي في ميلانو، وعمل أيضًا كمترجم رسمي للإيطالية لغرفة المحكمة النمساوية. امتلك منزلاً في قرية كافرساتشيو في فالموريا، مقاطعة كومو، وأعرب عن تقديره لراحة المكان وصحة المياه، وقد ترك المنزل للبلدة، وهو مذكور على لوحة مخصصة له. يحتفظ مجلس المدينة بنسخة من الوصية.
كثيراً ما كان يحضر الأحداث المتعلقة بوالده حتى وفاته في ميلانو عام 1858. مثل أخيه، لم يتزوج ولم يكن لديه أطفال، وبالتالي ماتت سلالة عائلة موتسارت معه.